# Liste de jeux vidéo Dragon Ball
Le manga d’Akira Toriyama, Dragon Ball, et plus particulièrement la seconde partie de son adaptation animée, Dragon Ball Z, ont fait l’objet de nombreuses adaptations vidéo-ludiques. Il s’agit majoritairement de jeux de combat mettant en scène les différents combattants qui apparaissent au cours de l’histoire. Bien que l’histoire du manga soit achevée depuis 1995, des jeux vidéo continuent de paraître sur toutes les consoles de jeux grand public, faisant de la série l’une des plus prolifiques de l’histoire du jeu vidéo.

## Galerie

Logo de Dragon Ball Z: Super Butōden.
Logo de Dragon Ball Z : La Légende Saien.
Logo de Dragon Ball Z : Ultime Menace.
Logo de Dragon Ball Z : La Légende Saien.
Logo de Dragon Ball Z : Ultime Menace.
Logo de Dragon Ball Z : L'Appel du destin.
Logo de Dragon Ball Z: Hyper Dimension.
Logo de Dragon Ball Z: The Legend.
Logo japonais de Dragon Ball Z: The Legend.
Logo de Dragon Ball Z: Ultimate Battle 22.
Logo de Dragon Ball Z: Infinite World.
Logo de Dragon Ball Z: Budokai 2.
Logo de Dragon Ball Z: Budokai 3.
Logo de Dragon Ball Z: Burst Limit.
Logo de Dragon Ball: Raging Blast.
Logo de Dragon Ball: Raging Blast 2.
Logo de Dragon Ball Z: Ultimate Tenkaichi.
Logo de Dragon Ball Z for Kinect.
Logo de Dragon Ball Xenoverse.
Logo de Dragon Ball Xenoverse 2.
Logo de Dragon Ball Z: Kakarot.